# Tectaria degeneri
Tectaria degeneri là một loài dương xỉ trong họ Tectariaceae. Loài này được Copel.in A.C.Smith mô tả khoa học đầu tiên năm 1942.
Danh pháp khoa học của loài này chưa được làm sáng tỏ. 